# Spinolidia magna
Spinolidia magna är en insektsart som beskrevs av Nielson 1988. Spinolidia magna ingår i släktet Spinolidia och familjen dvärgstritar. Inga underarter finns listade i Catalogue of Life.